# 暴政据点

2005年被美國（藍色）指為「暴政據點」（綠色）的6個國家：
North Korea、Cuba、Iran、Zimbabwe和Belarus

暴政據點（英語：Outposts of Tyranny）是時任美國國務卿康多莉扎·赖斯於2005年1月18日在美國參議院外交委員會作證時提出的新名詞。萊斯當時列舉了全球六個暴政據點，分別是：北韓、古巴、伊朗、緬甸、津巴布韋和白俄羅斯。美國政府宣稱這些國家是蔑視民主與人權的典型代表。

## 相關國家、領導人與政體

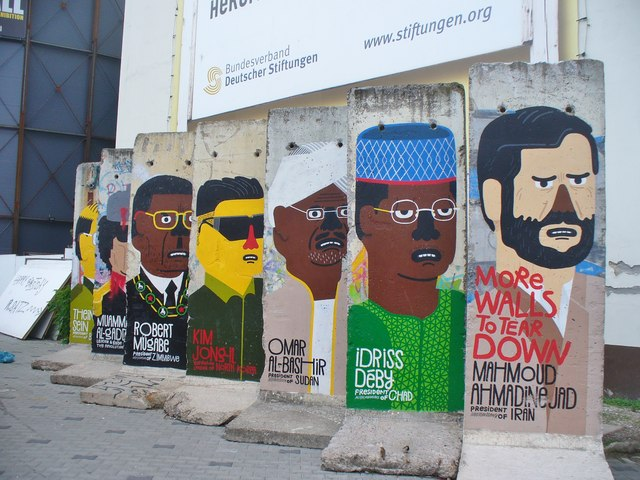
暴政據點與流氓政權領袖並列其中，由左至右：丹瑞的接班人緬甸總統登盛、利比亞民眾國元首格達費、穆加贝、金正日、蘇丹總統巴希爾、查德總統伊德里斯·德比與內賈德。

1. ：以時任朝鮮勞動黨總書記金正日為首的金氏家族之世襲專政與先軍政治。
2. 古巴：時任古巴共產黨第一書記卡斯特罗的共產主義體系。
3. 伊朗：時任伊朗最高領袖哈梅內伊及時任伊朗總統内贾德的神權政治政權。
4. 緬甸聯邦：時任緬甸國防軍總司令丹瑞領導的軍政府。
5. 辛巴威：時任辛巴威總統穆加貝的獨裁政權。
6. 白俄羅斯：時任白俄羅斯總統盧卡申科的獨裁政權。